# 紹貝施泰因山 (赫倫格山)

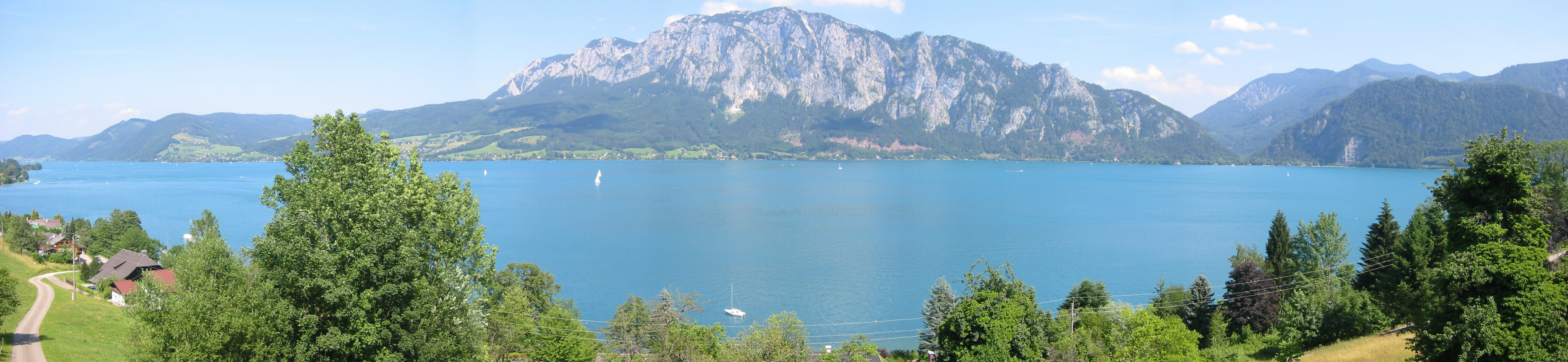

47°48′01″N 13°33′07″E / 47.800263°N 13.552011°E
紹貝施泰因山（德語：Schoberstein），是奧地利的山峰，位於該國北部，由上奧地利州負責管轄，處於阿特湖畔施泰因巴赫，屬於赫倫格山的一部分，海拔高度1,037米。